# Beaumarchais – Der Unverschämte
Beaumarchais – Der Unverschämte (Originaltitel: Beaumarchais, l’insolent) ist ein französischer Historienfilm aus dem Jahr 1996 mit Fabrice Luchini in der Rolle des französischen Schriftstellers Pierre Augustin Caron de Beaumarchais (1732–1799). Als Vorlage diente ein Bühnenstück von Sacha Guitry.

## Handlung
Frankreich im Jahr 1773: Pierre Augustin Caron de Beaumarchais, der Sohn eines Uhrmachers, ist durch Heirat in die höchsten Kreise aufgestiegen. Er ist Rechtsanwalt, Geschäftsmann, Frauenheld und Dichter. Bei den Proben zu seinem neuesten Stück Le Barbier de Séville erscheint ein junger Mann namens Paul-Philippe Gudin, der auf Empfehlung von Voltaire, mit dem Beaumarchais in Korrespondenz steht, in die Dienste des Autors treten soll. Beaumarchais schickt Gudin kurz darauf zu seiner Geliebten, der Schauspielerin Marion Ménard, der er ein Gedicht vortragen soll. Halbnackt öffnet ihm diese die Tür zu ihrer Garderobe und lässt ihn herein. Eifersüchtig stürmt der Duc de Chaulnes in das Zimmer und droht Beaumarchais zu töten. Auf Marions Bitte hin warnt Gudin den Dichter vor de Chaulnes, worauf ihn Beaumarchais zu seinem Sekretär und Biographen ernennt. In einem Gerichtssaal kommt es dennoch zum Duell zwischen Beaumarchais und de Chaulnes. Als Beaumarchais das Duell zu verlieren droht, tauchen mehrere Soldaten auf, die ihn auf Befehl des Königs festnehmen.
Vor Gericht wird Beaumarchais vom Comte de la Blache beschuldigt, ein Betrüger zu sein und ihm eine Erbschaft streitig gemacht zu haben, die de la Blache nun zurückfordert. Beaumarchais weiß sich zwar geschickt zu verteidigen und nutzt den Prozess als Plattform, um das Parlament öffentlich der Korruption anzuklagen, doch kann er einer Verurteilung nicht entgehen. Teile seines Eigentums werden in der Folge beschlagnahmt und er wird seiner öffentlichen Ämter enthoben. Zurück in seiner Residenz sucht ihn eines Abends eine junge Frau namens Marie-Thérèse auf, die ihm zuvor bereits begegnet war. Sie habe sich in ihn verliebt und wolle ihn heiraten. Derweil sorgen der Prince de Conti und der Politiker Antoine de Sartine dafür, dass Beaumarchais eine Audienz bei König Ludwig XV. erhält. Dieser bietet ihm im Austausch für die Wiedererlangung seiner Privilegien an, als Geheimagent in die Dienste seiner Majestät zu treten. In England soll er vom Chevalier d’Eon eine Karte erhalten, mit der Frankreich eine Invasion Englands in die Wege leiten will.
Mit Marie-Thérèse, mit der er inzwischen verheiratet ist, reist Beaumarchais unter dem Decknamen Ronac nach England, wo ihm sein Freund Lord Rochford den Chevalier d’Eon auf einem Ball vorstellt. Über d’Eon lernt er auch den Amerikaner Arthur Lee kennen, der für die Unabhängigkeit Amerikas kämpft. Beaumarchais, der immer schon Sympathie für das einfache Volk gehegt hatte, bietet Lee seine Unterstützung an. Bei einem Treffen in einem Hafen werden sie von englischen Soldaten aufgegriffen. Lee gelingt die Flucht mit einem beherzten Sprung in einen Fluss. Beaumarchais hingegen verzichtet darauf, sich der Festnahme durch die Soldaten zu entziehen. Er baut auf den Schutz von Ludwig XV., der jedoch gerade verstorben ist. Beaumarchais landet schließlich erneut im Gefängnis. Während seiner Gefangenschaft nutzt er die Gelegenheit, seinen Barbier zu überarbeiten. Zudem gelingt es ihm ein Pamphlet zu veröffentlichen, mit dem er sich über Ludwig XVI., den neuen König Frankreichs, lustig macht. Lord Rochford sorgt schließlich dafür, dass er aus seiner Haft wieder entlassen wird, worauf Beaumarchais mit Marie-Thérèse nach Frankreich zurückkehrt. Dort wird sein überarbeiteter Barbier vom Publikum abgelehnt, weshalb ihm Gudin rät, an der ursprünglichen Fassung festzuhalten. Nachdem Gudin das Stück wieder umgeschrieben hat, wird es ein großer Erfolg.
In der Absicht, die amerikanischen Rebellen im Unabhängigkeitskrieg zu unterstützen, verschafft sich Beaumarchais eine Audienz bei Ludwig XVI., der ihm schließlich die Erlaubnis erteilt, heimlich Waffen nach Amerika zu schmuggeln. Unter dem Namen Rodrigue Hortales gründet er ein Handelsunternehmen, das jedoch schon bald in Konkurs geht, da er für seine mit Waffen beladenen Schiffe keinerlei Waren aus Amerika erhält. Benjamin Franklin überreicht ihm schließlich einen Dankesbrief des amerikanischen Kongresses, der tief in seiner Schuld stehe. Prince de Conti, dem Beaumarchais versprochen hatte, eine Fortsetzung des Barbier zu schreiben, liegt derweil im Sterben. Nach seinem Tod stürzt sich Beaumarchais in die Arbeit und schreibt Die Hochzeit des Figaro. Dass er seine Nächte zwecks Proben außer Haus verbringt, stimmt Marie-Thérèse, die seine Liebesaffären bisher stillschweigend toleriert hatte, tieftraurig, glaubt sie doch Beaumarchais sei nunmehr ernsthaft an einer anderen interessiert. Gudin versichert ihr, dass dies nicht der Fall sei, und legt sich zu ihr ins Bett, um Beaumarchais bei seiner Rückkehr am Morgen einen Schreck einzujagen. Nachdem sein Figaro von der königlichen Zensur abgesegnet wurde, findet eine erste umjubelte Aufführung statt. Ludwig XVI. jedoch zeigt sich erbost über die freidenkerischen Ideen, die Beaumarchais in seinem Stück dem Protagonisten in den Mund gelegt hat, und lässt den Dichter ins Gefängnis werfen. Nach mehreren Monaten Haft will ihn Ludwig XVI. wieder freilassen. Beaumarchais will seine Zelle jedoch nur unter der Bedingung verlassen, dass sein Figaro wiederaufgeführt wird. Ludwig XVI. lässt sich schließlich darauf ein.

## Hintergrund

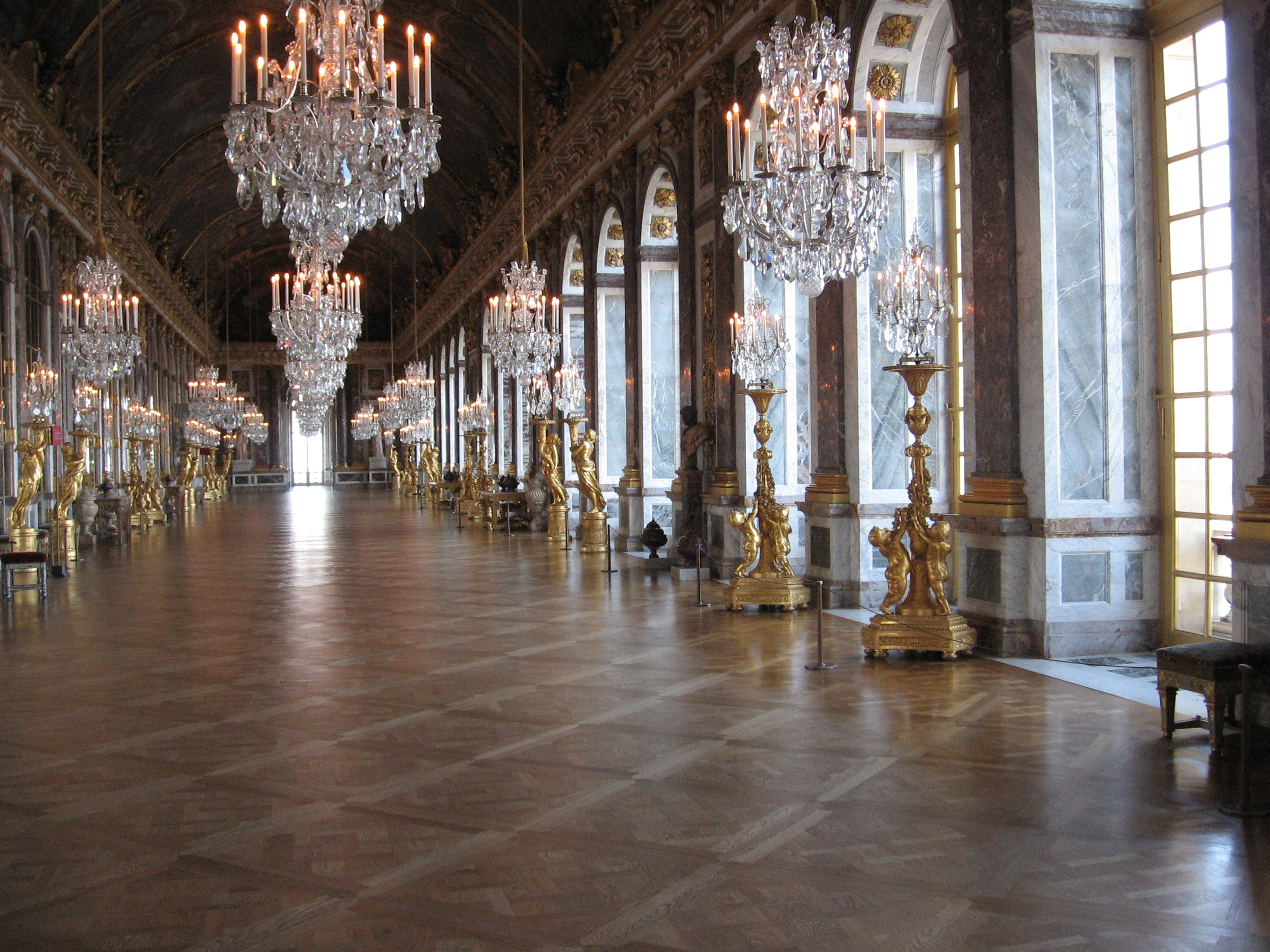
Der Spiegelsaal von Versailles, ein Schauplatz des Films

Die Dreharbeiten fanden vom 24. Juli bis 16. Oktober 1995 statt. Gedreht wurde auf Schloss Versailles, Schloss Chantilly, auf dem Schloss in Plassac, im englischen Gloucester, im Salle Haute des Chambre de Commerce in La Rochelle, im Théâtre de la Coupe d’Or in Rochefort sowie in Bordeaux, wo der Cour d’appel und das Grand Théâtre als Drehorte dienten. Das Budget betrug umgerechnet 14,5 Millionen Euro. Die Filmbauten gestaltete Jean-Marc Kerdelhue, die Kostüme entwarf Sylvie de Segonzac.
Beaumarchais – Der Unverschämte wurde am 20. März 1996 in Frankreich uraufgeführt, wo der Film mehr als 1,9 Millionen Zuschauer in die Kinos lockte. Am 7. November 1996 startete er in den deutschen Kinos. Weltweit spielte die Produktion mehr als 23 Millionen Dollar an den Kinokassen ein.

## Kritiken
Das Lexikon des internationalen Films lobte „die präzise Zeichnung der hervorragend interpretierten Hauptperson“, die „hinter den geschliffenen Dialogen die Subversivität und Zeitlosigkeit der Vorlage“ erkennen lasse. Der Film sei „[e]legant inszeniert, hervorragend fotografiert und musikalisch überzeugend unterlegt“. Dem Zuschauer werde kurzum „niveauvolle Unterhaltung“ geboten. Laut dem Spiegel sei „dieses leichtfüßige, bunte Kino-Kostümstück“ von Édouard Molinaro im Großen und Ganzen „ein Bilderbogen, der als Schwerpunkt eines Arte-Themenabends [eine] gute Figur machen würde“.
Für den Filmkritiker James Berardinelli war Beaumarchais – Der Unverschämte ein „tadellos gespieltes Kostümdrama“. Was dem Film am besten gelinge, sei es, die Zeit, in der er spielt, zu vermitteln, ohne behäbig zu wirken. Er sei leicht wie Ridicule – Von der Lächerlichkeit des Scheins und Marquise – Gefährliche Intrige, ohne jedoch substanzlos zu sein. Insgesamt sei er zwar „kein großartiger Film“, da er bisweilen zusammenhanglos und ziellos wirke, doch sei er „unterhaltsam“, vor allem für die, die das Kostümdrama als „eines der bekanntesten Produkte französischer Filmemacher“ zu schätzen wüssten.
TimeOut London sprach von „solider Kameraarbeit und Ausstattung“. Luchini habe Beaumarchais mit „einem exquisiten, honigsüßen Hauch von Arroganz und Ironie“ gespielt. Im Laufe der Handlung meandere der Film jedoch vor sich hin und werde „rasch zu einer Aneinanderreihung von sittsamen, undifferenzierten Historienbildern“.

## Auszeichnungen
Beim Internationalen Filmfestival Karlovy Vary war der Film 1996 für den Kristallglobus nominiert. 1997 wurde er mit einem Preis des National Board of Review als einer der besten ausländischen Filme prämiert. Bei der César-Verleihung 1997 war Fabrice Luchini als Bester Hauptdarsteller nominiert. Er unterlag jedoch, wie auch Daniel Auteuil, Charles Berling und Patrick Timsit, der Darbietung Philippe Torretons in Hauptmann Conan und die Wölfe des Krieges. Zwei weitere César-Nominierungen gab es für Beaumarchais – Der Unverschämte in den Kategorien Beste Kostüme (Sylvie de Segonzac) und Bestes Szenenbild (Jean-Marc Kerdelhue). 1998 war Sylvie de Segonzac für ihre Kostüme auch für den Satellite Award nominiert.

## Deutsche Fassung
| Rolle                        | Darsteller           | Synchronsprecher      |
| ---------------------------- | -------------------- | --------------------- |
| Beaumarchais                 | Fabrice Luchini      | Michael Schwarzmaier  |
| Marie-Thérèse Willermaulaz   | Sandrine Kiberlain   | Katrin Fröhlich       |
| Ludwig XV.                   | Michel Serrault      | Peter Fitz            |
| Duc de Chaulnes              | Jacques Weber        | Dirk Galuba           |
| Prince de Conti              | Michel Piccoli       | Gert Günther Hoffmann |
| Chevalier d’Eon              | Claire Nebout        | Sandra Schwittau      |
| Antoine de Sartine           | Jean-François Balmer | Reinhard Brock        |
| Marion Ménard                | Florence Thomassin   | Anna Grisebach        |
| Abbé                         | Jean-Claude Brialy   | Ulf Jürgen Söhmisch   |
| Figaro                       | José Garcia          | Walter von Hauff      |
| Baron de Breteuil            | Michel Aumont        | Jochen Striebeck      |
| Marie-Antoinette             | Judith Godrèche      | Christine Stichler    |
| Louis Goëzman                | Jean Yanne           | Norbert Gastell       |
| Cézaire                      | Maka Kotto           | Thomas Albus          |
| Charles Théveneau de Morande | Roland Blanche       | Hans-Rainer Müller    |